# Саломаа, Тюне Генриховна
Тюне Генриховна Саломаа (фин. Tyyne Siviä Salomaa, при рождении Эрикссон; 4 апреля 1891, Куоревеси — 26 февраля 1938, Петрозаводск) — финская политическая деятельница.
Она была членом парламента Финляндии с 1916 по 1917 год. Во время Гражданской войны в Финляндии в 1918 году перешла на сторону красных и после поражения красной стороны уехала в ссылку в Советскую Россию. Она вступила в Коммунистическую партию Финляндии (СКП) и Коммунистическую партию Советского Союза и поселилась в Карельской АССР, где работала учителем в партийной школе, директором детского дома и на других должностях. Как одна из жертв Большого террора, она была исключена из коммунистической партии 23 октября 1937 года, арестована 17 января 1938 года, приговорена к смертной казни и расстреляна в Петрозаводске 26 февраля 1938 года. Посмертно реабилитирована советскими властями в 1957 г.